# Glock 17
Glock 17 (Глок 17) — австрийский пистолет, разработанный фирмой Glock для нужд Вооружённых сил Австрии.
Глок 17 стал первым образцом вооружения, разработанным этой фирмой. Получившийся в результате образец оказался довольно удачным и удобным для применения, благодаря чему позднее он был принят на вооружение Вооружённых сил Австрии под обозначением Р80. Благодаря своим боевым качествам и надёжности получил широкое распространение в качестве гражданского оружия самообороны. Фирмой Glock выпускаются модификации этого пистолета в различных вариантах под разные патроны, например: 9×19 мм Парабеллум Glock 19, .40 S&W — Glock 22, 10 мм Auto — Glock 20, .357 SIG — Glock 31, .45 ACP — Glock 36 и .45 GAP — Glock 37. Особенностью конструкции пистолета является отсутствие флажка предохранителя и курка. Пистолет большей частью сделан из высокопрочного термостойкого — до 200 °C — пластика. Благодаря этому Glock 17 лёгок и чрезвычайно прочен. Принцип действия — «выхватил и стреляй», предохранитель спрятан в спусковом крючке, из-за чего выстрел не произойдёт без полного нажатия спускового крючка «безопасного действия». Состоит из 33 частей, а неполная разборка осуществляется за секунды.

## История возникновения
После окончания Второй мировой войны австрийские вооружённые силы имели на вооружении две основные модели пистолетов Кольт M1911А1 и Walther P38. Австрийская полиция была оснащена Walther PP и Walther PPK военных и даже довоенных годов выпуска или же выпущенными в послевоенные годы по лицензии во Франции. Для разрешения сложившейся ситуации в 1980 году было принято решение объявить конкурс на новый пистолет для оснащения австрийских вооружённых сил и полиции.
К конкурсантам предъявлялись следующие требования:
- тип боеприпасов: 9×19 мм Парабеллум;
- минимальная ёмкость магазина: 8 патронов;
- возможность управления пистолетом правой и левой рукой;
- быстрое приведение в боевое положение (без необходимости переключения предохранителя);
- возможность сборки и разборки без специального оборудования, число деталей в пистолете — не более 58;
- все детали должны быть взаимозаменяемы в рамках одной модели без взаимной подгонки;
- на 10 000 выстрелов должно быть не более 20 задержек;
- пистолет должен максимально сохранять целостность и функциональность при внешних воздействиях и перепадах температур;
- максимальная безопасность для пользователя: выстрел не должен происходить при ударе о стальную плиту после падения с высоты 2 метров.

В борьбе за столь перспективный заказ приняли участие различные фирмы-производители оружия. Среди них была и малоизвестная в то время фирма Glock, основанная в 1963 году в городке Дойч-Ваграм, расположенном близ Вены. В то время компания занималась производством и поставкой сапёрных лопат, штык-ножей, ремней и различной амуниции для австрийской армии. Ещё в середине 1970-х годов Гастон Глок, основатель и владелец фирмы, поставил перед своими конструкторами задачу создания максимально простого, эффективного и надёжного пистолета.
С использованием существующего опыта по применению полимеров при производстве оружия был создан пистолет Glock 17. Принципиальным новшеством данной модели было широкое использование в его конструкции полимерных материалов, преимущественно использовался ударопрочный полиамид. В 1982 году по результатам проведённых войсковых испытаний пистолет Glock 17 был принят на вооружение австрийской армии под обозначением P.80. Фирме Glock было заказано 25 000 пистолетов, производственные мощности не были готовы к такому значительному заказу, поэтому до момента полного развёртывания собственных производственных мощностей проводилось привлечение субподрядчиков.
Приблизительно тогда же пистолет был представлен вместе с образцами других изготовителей для участия в конкурсе под названием «M9» на перевооружение личным табельным оружием офицерского и сержантского состава всех видов вооружённых сил США (в итоге победил образец фирмы Beretta).
Пистолеты, представленные на конкурс M9
Уже вскоре после поступления нового пистолета в австрийские войска данная модель приобрела значительную популярность, что побудило компанию Glock к дальнейшему расширению и совершенствованию модельного ряда, но в основе конструкции существующих моделей пистолетов этой фирмы по-прежнему сохраняются те удачные технические решения, которые были впервые успешно использованы при разработке пистолета Glock 17.
Своим названием «Glock 17», пистолет, скорее всего, обязан порядковому номеру (№ 17) пакета технических чертежей компании, в итоге принятых к производству.

### Производственные поколения и варианты исполнения
На сегодняшний день существуют пять производственных поколений Glock 17. Покупателям предлагаются на выбор пистолеты третьего, четвёртого или пятого поколения, то же относится и к большинству других моделей Glock, но некоторые модели (Glock 17L, Glock 24, Glock 25, Glock 28, Glock 36, Glock 38, Glock 39, Glock 42, Glock 43) предлагаются только в третьем поколении, а некоторые (Glock 40 и Glock 41) только в четвёртом.

#### Первое поколение
Пистолеты этого поколения выпускались до 1988 года, в основном для Вооружённых сил Австрии. Отличались рукоятью с равномерной распределённой шероховатой текстурой. Всего выпущено около 500 000 экземпляров.

#### Второе поколение; второе с половиной поколение
Второе поколение Glock появилось в конце 1988, начале 1989 года. На передней и задней поверхностях рукояти стали выполнять рифление в виде небольших квадратных выступов, образующих горизонтальные и вертикальные линии, что повысило надёжность удержания пистолета в руке. Такое же рифление имеется и на передней поверхности спусковой скобы. Пистолеты второго поколения были приняты на вооружении в ФБР, полиции Финляндии, Вооружённых силах Норвегии и Нидерландов. Через некоторое время на передней поверхности рукоятей стали выполнять подпальцевые углубления, такой вариант получил обозначение поколение 2,5. Некоторые авторы предпочитают называть данную рамку ранним вариантом третьего поколения.

#### Третье поколение
Третье поколение в дополнение к рифлению и подпальцевым углублениям, получило также крепление для подствольных фонариков и лазерных целеуказателей, а кроме того дополнительный (второй) штифт, фиксирующий запирающий блок (металлическая вставка в корпусе имеющая поперечину, которая взаимодействуя с фигурным вырезом прилива казённой части ствола, приводит к её опусканию, и как к следствию — расцеплению ствола с затвором). Данное изменение было сделано для того, чтобы запирающий блок мог выдержать отдачу мощных патронов калибра .357 SIG, пошедших в серию с этого поколения. Несмотря на то, что 9-ти миллиметровые модели не нуждались в подобном усиливающем штифте, для унификации технологических процессов они также его получили. В верхней части рукояти стали делать углубление для большого пальца, ограниченное снизу продолговатым выступом.
В качестве опции пистолеты третьего поколения доступны в исполнении RTF2 (англ. Rough Textured Frame). Рукоять пистолета в этом варианте покрыта выпуклыми точками, повышающими надёжность удержания оружия, в том числе если он мокрый. На одном квадратном сантиметре поверхности рамки RTF2 размещаются 64 точки. C другой стороны, постоянное ношение пистолета в этом исполнении, например в подмышечной кобуре, приводит к ускоренному износу ткани одежды, контактирующей с рукояткой. В связи с этим RTF2, при всех своих достоинствах, является непривлекательным для профессиональных телохранителей, работающих в дорогих костюмах.

#### Четвёртое поколение
Четвёртое поколение имеет наиболее существенные нововведения среди всех существующих поколений.
Рукоять стандартно имеет исполнение RTF, но по сравнению с RTF2 пистолетов третьего поколения, между точками находятся бо́льшие промежутки — 25 точек на см², вместо 64 у RTF, а сами точки крупнее.
Задняя часть рукояти выполнена в виде отдельной сменной детали под названием «задняя пластина» (back strap). Стандартно устанавливается деталь минимального размера SF (short frame), в этом случае расстояние от задней части рукояти до спускового крючка составляет 70 мм. В комплекте с пистолетом идут две дополнительные детали M (medium) и L (large), которые можно установить вместо стандартной. Деталь М увеличивает дистанцию до спускового крючка до 72 мм, L — до 74 мм. Таким образом, они позволяют улучшить эргономику рукояти стрелкам с более длинными пальцами. Для смены детали требуется удалить крепёжный штифт, для чего в комплекте предусмотрен специальный инструмент.
Кнопка защёлки магазина стала крупнее и удобнее. Также появилась возможность переставлять её на правую сторону (удобнее стрелкам левшам). В связи с этим на магазинах пистолетов четвёртого поколения появилось второе окошко под зуб защёлки, с правой стороны. Магазины пистолетов предыдущих поколений можно использовать в пистолетах четвёртого поколения, но только в том случае если кнопка установлена слева.
Вместо одной возвратной пружины, на пистолетах четвёртого поколения стали устанавливать две пружины разного диаметра (на одном направляющем стержне). В этом случае возникающая при отдаче нагрузка распределяется более равномерно, живучесть каждой отдельной пружины повышается, снижается ощущаемая стрелком отдача.
В отличие от предыдущих поколений, четвёртое имеет на затворе соответствующую маркировку — Glock 17 Gen4.

#### Пятое поколение
Пистолеты пятого поколения или «Gen5» были представлены в августе 2017 года, первыми моделями «Gen5» стали Glock 17 и Glock 19. Изменения этой версии направлены на улучшение эргономики оружия и повышение его надёжности. Некоторые детали пистолетов Glock Gen5 не взаимозаменяемы с деталями предыдущих поколений.
Особенности пистолетов пятого поколения:
- Покрытие затвора nDLC для лучшей защиты от коррозии и царапин.
- Ствол Glock Marksman Barrel для более высокой точности стрельбы.
- Рукоятка без выемок под пальцы, как у Gen2, повышает удобство удержания.
- Двухсторонняя затворная задержка обеспечивает одинаковое удобство как для правшей, так и для левшей.
- Расширенная горловина шахты магазина упрощает и ускоряет присоединение магазина.
- Новый магазин имеет крышку магазина с удлинённым передним выступом для ускорения перезарядки.

## Конструкция
Данный тип пистолета представляет собой достаточно простую и надёжную конструкцию, состоящую из 33 деталей и разбирающуюся без помощи специального оборудования.

### Автоматика пистолета
Автоматика пистолета Глок 17 работает по схеме использования отдачи при коротком ходе ствола. В конструкции была использована модернизированная система Кольт-Браунинг (Browning Cam), представляющая собой модернизацию серьги Браунинга. Под казённой частью ствола делается прилив с наклонной проточкой, совпадающей с направляющим выступом рамки. Проточка сделана под таким углом, что, двигаясь по выступу, она заставляет движущийся ствол снижаться, благодаря чему последний выходит из зацепления с затвором-кожухом, а затем останавливается, позволяя затвору беспрепятственно откатываться назад.
Запирание канала ствола осуществляется при помощи снижающейся казённой части ствола, входящий своим прямоугольным выступом, расположенным над патронником, в окно для выброса стреляных гильз затвора-кожуха. Снижение происходит при взаимодействии скоса нижнего прилива казённой части ствола с выступом рамы. После выстрела затвор, двигаясь назад, отгибает разобщитель, тем самым освобождает тягу, которая после этого под действием пружины тяги поднимается. При движении затвора вперёд, зацеп ударника наталкивается на зацеп тяги и возвращает спусковой крючок через тягу в переднее положение. При этом ударник предварительно взводится. Пистолеты последних выпусков снабжаются выбрасывателем, выполняющим также функцию указателя наличия патрона в патроннике.

### Ударно-спусковой механизм
Ударно-спусковой механизм (УСМ) ударникового типа с предварительным частичным взведением ударника при отходе затвора-кожуха назад и довзведением при нажатии на спусковой крючок. При нажатии на спусковой крючок вначале снимается блокировка ударника, затем шептало освобождает боевой взвод, и производится выстрел. Компания Glock называет УСМ такой конструкции только самовзводным (DAO). Однако данная система на деле является классическим УСМ одинарного действия с дополнительным довзводом ударника.
В пистолетах Glock ударник взводится перемещением назад затвора-кожуха, а сравнительно длинный ход спускового крючка и несколько большее, чем у обычного УСМ одинарного действия, усилие, необходимые для довзвода ударника, заменяют собой управляемый вручную предохранитель. Для обеспечения максимальной простоты обращения с оружием при конструировании данного пистолета было решено отказаться от использования ручных предохранителей, были оставлены только автоматические, что позволило значительно сократить временной интервал от момента извлечения пистолета до момента открытия огня.
При отсутствии патронов включается затворная задержка, фиксирующая затвор в отведённом положении. Длина и усилие хода в данном случае препятствуют случайному выстрелу при отсутствии флажкового предохранителя. Усилие спускового крючка составляет 2,5 кг и может регулироваться от 2 до 4 кг. Небольшое усилие, необходимое для нажатия на спусковой крючок, позволяет повысить кучность стрельбы даже для слабо подготовленного стрелка.

### Предохранители
Пистолет оснащён тремя независимо действующими автоматическими предохранителями. Фирма Glock назвала эту систему Safe Action. Предохранительный рычаг, которым снабжён спусковой крючок, блокирует его движение назад и освобождает только при осознанном нажатии стрелка. Автоматический предохранитель ударника делает невозможным удар бойка по капсюлю патрона при случайном срыве с шептала боевого взвода. Спусковая тяга своим специальным выступом поднимает предохранитель, представляющий собой цилиндр с проточкой, и открывает ударнику путь вперёд. Противоударный предохранитель представляет собой выступ спусковой тяги, имеющей крестообразную форму, входящий в паз затвора-кожуха. Он препятствует срыву с шептала боевого взвода при внешнем ударе.

### Прицельные приспособления
Прицельные приспособления пистолетов Glock, изготавливаемые из пластика, выполнены съёмными и устанавливаются в поперечных пазах типа «ласточкин хвост», состоят из целика с возможностью внесения поправок по горизонтали путём его смещения и мушки, которая может быть заменена на другую с иной высотой для вертикальной поправки. Для удобства прицеливания в условиях недостаточной освещённости на мушку нанесена светящаяся точка, а на целик — светящаяся рамка. Целик может быть регулируемым, но в военных моделях это обычно не применяется. С 1988 года пистолеты данной модели в большинстве случаев оснащаются специальной направляющей для крепления лазерного целеуказателя (ЛЦУ) или тактического фонаря.
- Glock 17
- Glock 17
- Glock 23 с тактическим фонарём и ЛЦУ

### Конструктивные особенности
Пистолет имеет простую и надёжную конструкцию. При полной разборке он состоит из 33 деталей, включая магазин. Техническое обслуживание может быть произведено без использования специального оборудования с помощью подручных средств, что значительно облегчает обслуживание и ремонт.
Оснащается в стандартной комплектации магазином на 17 патронов; может использовать также магазины ёмкостью в 19 и 33 патрона.
Помимо общепринятых конструктивных особенностей, Glock 17 имеет и ряд специфических технических решений, которые были затем использованы в пистолетах последующих за ним моделей.
Многие детали пистолета были созданы с использованием полимерных материалов, в том числе и рамка (кроме ствола и кожуха затвора), что позволило снизить массу оружия до 900 г в снаряжённом состоянии (для сравнения: масса пистолета Beretta 92 с магазином в 15 патронов составляет 950 г в неснаряжённом состоянии). Причём масса снаряжённого магазина у Glock 17 составляет 250 г, то есть около 25 % веса составляет боезапас.
Широкое использование полимеров в конструкции пистолета породило заблуждение, что Glock 17 не обнаруживается металлодетекторами. Это заблуждение было опровергнуто лично Гастоном Глоком, когда он несколько раз прошёл через рамку металлоискателя с пистолетом, и каждый раз оружие исправно обнаруживалось. Это связано с тем, что, несмотря на широкое использование полимеров, масса металлических компонентов в нём составляет около 400 г.
Отличительной чертой пистолетов Glock является также высокая живучесть узлов и механизмов. В среднем пистолет считается износоустойчивым, если из него можно сделать около 30—40 тысяч выстрелов, а из Glock 17 можно произвести 300—350 тысяч выстрелов. Такое превосходство по износоустойчивости связано с широким использованием полимерных деталей и уникальной технологии производства стволов, запатентованной фирмой Glock.
Внешний корпус и рама могут изготавливаться из пластика различных цветов. Наиболее известен классический чёрный, существует также Glock 17 в камуфляжном исполнении. При производстве деталей, подвергающихся наибольшей нагрузке, пластик усилен металлическими пластинами. Направляющие рамки, по которым движется кожух-затвор, усилены стальными вставками. В нижней части рамки установлена небольшая металлическая пластинка, на которой выштампован заводской серийный номер пистолета.
На пистолетной раме над спусковой скобой с двух сторон имеются защёлки, при нажатии которых становится доступной неполная разборка пистолета, снятие ствола затвора и возвратной пружины с рамки.

## Стрельба под водой
Интересной особенностью пистолетов Glock является возможность стрельбы под водой. При этом не происходит не только разрыва, но и раздутия ствола. Однако для стабильного срабатывания капсюля требуется специальный ударник с поперечными проточками или комплект Spring cups amfibia: боевая пружина ударника с пластиковым поддоном с отверстиями. Выпускается только для пистолетов под патрон 9 mm Parabellum.
Однако для ведения стрельбы под водой без риска раздутия ствола рекомендуется использование патронов с цельнооболочными пулями типа FMJ. Пистолеты Glock допускают стрельбу под водой на глубине до трёх метров. Пуля сохраняет большую энергию на дистанции до двух метров при стрельбе на глубине одного метра. Эффективна также стрельба на близком расстоянии из-под воды, при этом звука выстрела не слышно.

## Существующие модификации, выпускаемые фирмой «Глок»
Пистолет Glock 17 послужил основой всего диапазона пистолетов, выпускаемых фирмой Glock. Пистолеты Glock, имеющие в обозначении модели индекс «С», оснащены встроенным компенсатором, выполненным в виде направленных вверх нескольких отверстий, расположенных с различными интервалами в дульной части ствола, и продолговатого выреза в верхней части кожуха-затвора. Наличие данного устройства позволило уменьшить отдачу при выстреле, что несколько повысило кучность стрельбы.
В настоящее время существуют следующие производные пистолета Glock 17:
- Glock 17L — целевой вариант модели с удлинённым стволом, появилась в 1988 году.
- Glock 17C — модификация, оснащённая прорезанным в стволе и кожухе компенсатором.
- Glock 17R — вариант пистолета для тренировки без патронов с пластиковым корпусом красного цвета. Не позволяет стрелять, но можно использовать тренировочные/лазерные патроны. Ударник сам ставится на взвод после каждого спуска (Reset trigger).
- Glock 17T — вариант с синим корпусом для тренировки. Стреляет маркерами с краской (Training).
- Glock 18\18C — модификация, приспособленная для ведения огня в автоматическом режиме.
- Glock 19\19C — компактная модель с укороченным стволом (102 мм). Изначально называлась Glock 17 Compact, с 1990 года приобрела нынешнее обозначение.
- Glock 20\20C — модификация Glock 17 под патрон 10 мм Auto, имеет магазин на 15 патронов и встроенный компенсатор.
- Glock 21\21C — модификация под патрон .45 АСР, в связи с этим имеет ряд конструктивных отличий. Изменился профиль ствола, который стал восьмигранным с правосторонней нарезкой, уменьшилась ёмкость магазина до 13 патронов.
- Glock 22\22C — модификация под патрон .40 S&W. Данная модель была выпущена в 1990 году. В мае 1997 года данную модель приняло на вооружение ФБР в качестве табельного оружия. Является штатным оружием для дежурных офицеров.
- Glock 23\23C — укороченный вариант Glock 22, является штатным оружием оперативных сотрудников.
- Glock 24\24C — целевая модификация Glock 22 с удлинённым стволом и повышенной кучностью стрельбы.
- Glock 25 — модификация модели Glock 22 под патрон .380 ACP, компактное маломощное оружие гражданской самообороны. Впервые представлен широкой публике в 1995 году.
- Glock 26 — компактный вариант Glock 17 с ёмкостью магазина 10 патронов и длиной оружия 160 мм.Glock 26Glock 33
- Glock 27 — компактная модификация под патрон .40 S&W. Во многом напоминает Glock 26, но имеет магазин на 9 патронов из-за несколько большей толщины используемых боеприпасов.
- Glock 28 — компактная модификация Glock 25.
- Glock 29 — компактный вариант модели Glock 20 с ёмкостью магазина в 10 патронов.
- Glock 30\30S — компактный вариант модели Glock 21.
- Glock 31\31C — модификация оригинальной модели под патрон .357 SIG.
- Glock 32\32C — несколько укороченная и с магазином меньшей ёмкости модификация пистолета Glock 31.
- Glock 33 — значительно укороченная и уменьшенная модификация Glock 31, позиционируется как «ультракомпактный пистолет».
- Glock 34 — целевая модификация пистолета Glock 17 с удлинённым стволом и повышенной кучностью стрельбы. Представлена публике в 1998 году.
- Glock 35 — целевая модификация пистолета Glock 22, обладает повышенной кучностью стрельбы, специально предназначена для стендовой стрельбы и обучения личного состава. Представлена публике в 1998 году.
- Glock 36 — компактная модификация Glock 21, ёмкость магазина всего 6 патронов, из-за их однорядного расположения обладает малой толщиной, что облегчает скрытное ношение.
- Glock 37 — модификация оригинальной модели под патрон .45 GAP; ёмкость магазина 10 патронов.
- Glock 38 — несколько укороченная и с магазином меньшей ёмкости (8 патронов) модификация пистолета Glock 37 под патрон .45 GAP.
- Glock 39 — значительно укороченная и уменьшенная модификация Glock 37 под патрон .45 GAP, позиционируется как «ультракомпактный пистолет» (SUBCOMPACT).
- Glock 43 — компактный вариант Glock 26 с однорядным магазином ёмкостью 6 патронов и длиной оружия 160 мм, позиционируется как «ультракомпактный пистолет».

## Использование
Благодаря своей удачной конструкции пистолет получил широкое распространение во всём мире. Различные модификации пистолета Glock 17 состоят на вооружении армии и полиции более 30 стран, например, Австрии, Швеции и Норвегии. Модель утверждена руководством НАТО в качестве одного из основных образцов личного стрелкового оружия, «Глоки» различных модификаций состоят на вооружении полиции и спецслужб США, Канады, Мексики, Индии, Филиппин, Саудовской Аравии и многих других стран.
Данный пистолет представляет собой типичное оружие самообороны. Максимальная прицельная дальность стрельбы составляет 50 м, для эффективной стрельбы на такую дистанцию требуется хорошая стрелковая подготовка и опыт обращения с оружием, из которого ведётся огонь. В среднем Glock 17 наиболее эффективен на дистанции 20—25 м, благодаря тому, что даже слабо подготовленный стрелок способен поразить цель на такой дистанции. Начальная скорость пули, выпущенной из Glock 17, у среза ствола составляет 350—360 м/с. Дульная энергия составляет около 500 Дж. Этими характеристиками и определяется область применения данной модели оружия.
Энергии пули в 350—400 Дж вполне достаточно, чтобы при попадании нанести серьёзную травму. 9-мм пуля обладает выраженным останавливающим действием, что позволяет стрелку наносить выводящие из строя, но не смертельные ранения. Это качество особенно необходимо полицейским и работникам спецслужб в тех случаях, когда нужно остановить цель, но нет необходимости убивать её. В том случае, если противник защищён бронежилетом, попадание в грудную пластину брони приводит к сильному сотрясению, а в некоторых случаях — и к потере равновесия, что даёт время стрелку перенести огонь на части тела, не защищённые бронёй.
Glock 17 может эффективно применяться практически во всех климатических зонах, за исключением Крайнего Севера и зон с резко континентальным климатом, в которых температура воздуха может опускаться ниже −40 °C. Это связано с его конструктивными особенностями. Благодаря широкому использованию полимеров, данной модели не страшны традиционно опасные для пистолетов высокая влажность, запылённость, джунгли и тропические леса. Но в условиях низких температур пластиковая рамка пистолета из преимущества превращается в недостаток из-за повышения хрупкости пластика; узлы и агрегаты пистолета быстрее выходят из строя, и без надлежащего регулярного технического обслуживания с заменой пластиковых компонентов в критической ситуации пистолет может оказаться небоеспособен.
Начальная скорость пули, как и у всех пистолетов, относительно невысока, что ограничивает дальность эффективного применения 50 м.
В силах охраны правопорядка Glock 17 используется как основное оружие при патрулировании в мирное время.
В армейских структурах Glock 17 является дополнительным оружием офицеров, в некоторых случаях сержантов. Им могут вооружаться также экипажи техники. В условиях боевых действий Glock 17 эффективен для самообороны при невозможности использования основного оружия.
Именно благодаря тому, что Glock 17 эффективно справляется с поставленными задачами во всех трёх основных сферах его применения, он получил такое широкое распространение в мире.

## Достоинства и недостатки
Данная модель, как и любое другое оружие, имеет свои плюсы и минусы.

### Достоинства
- Высокая устойчивость к коррозии, благодаря использованию специальной запатентованной фирмой «Глок» технологии обработки стволов и большому количеству полимерных деталей[9].
- Меньший, чем у пистолетов аналогичного класса вес, за счёт изготовления корпуса и рамки пистолета из пластика.
- Высокая износоустойчивость узлов и механизмов. Ствол до прогорания позволяет сделать 300—350 тысяч выстрелов (у других пистолетов в среднем это значение составляет 40-50 тысяч выстрелов).
- Приведение в боевое положение не требует переключения какого-либо предохранителя.
- Заявленная производителем возможность стрельбы в водной среде без повреждений пистолета при смене возвратной пружины.
- Пистолет легко разбирается для чистки и технического обслуживания без использования специального оборудования[10].
- Возможность использования магазинов с большим количеством патронов.
- У данного пистолета сравнительно больший наклон рукоятки, чем у других пистолетов, что делает стрельбу более удобной.

### Недостатки
- Существует вероятность, что при длительном ношении в кармане без регулярного технического обслуживания мелкий мусор может заклинить рычаг отключения стопора ударника, что приведёт к невозможности выстрела[10]. Но, по данным некоторых источников, это событие слишком маловероятно, чтобы повлиять на реальную боеспособность пистолета[11].
- Направляющие затвора, имеющие малую площадь, быстро изнашиваются, что влечёт постепенное ухудшение кучности и меткости стрельбы в силу раскачивания затворной рамы.
- Малая стойкость важных узлов пистолета к высоким темпам стрельбы.
- При длительной эксплуатации почти неизбежно появляются микротрещины пластика.
- Стандартная мушка слишком широка и закрывает цель.
- Как и все пистолеты с пластиковой рамкой требует уверенного удержания оружия для обеспечения работы автоматики.
- Ударно-спусковой механизм не позволяет произвести повторный накол капсюля патрона при осечке — нужно передёрнуть затвор. Недостаток условный, при малом количестве патронов. Вообще, при стрельбе причина осечки не важна — важен способ её устранения. При наличии патронов проще передёрнуть затвор, чем взводить открытый курок, не зная, наколет ли боёк капсюль данного патрона, при условии что не наколол в первый раз.
- Из-за использования полимерных материалов «Глок» становится более хрупким при температуре ниже −40 °C, что может привести к появлению трещин на раме при механических воздействиях. При высоких температурах — свыше 200 °C — могут возникать деформации пластиковых компонентов пистолета. В технических рекомендациях фирмы «Глок» диапазон рабочих температур указан от −40 до 50 °C[12], использование пистолета вне этого температурного диапазона может привести к выходу из строя его основных узлов и компонентов конструкции[4][13].

## Интересные факты
- Широко рекламируемой особенностью Glock 17 является его возможность стрельбы под водой при дооснащении пистолета специальной усиленной возвратной пружиной. Данный эффект достигается за счёт прочности ствола и простой и надёжной автоматики, не использующей сложные системы газоотвода, а замена стандартной возвратной пружины на усиленную позволяет возвращать затвор обратно в боевое положение и при значительно возросшем сопротивлении среды. Практическая ценность данной способности невелика — это связано с тем, что в воде энергия пули очень быстро гасится из-за высокой плотности среды, и эффективная дальность стрельбы не превышает 1—2 метра. Но несмотря на низкую эффективность пистолета в данной ситуации, само наличие данной способности свидетельствует о высокой надёжности и износостойкости узлов и механизмов, о сохранении боеспособности Glock 17 в условиях любой, сколь угодно высокой влажности и даже о возможности вести огонь, когда в канале ствола находится вода, что у многих других моделей пистолетов может привести к деформации ствола или к серьёзным повреждениям узлов и частей оружия[9][14].
- Существует миф о высокой хрупкости пистолетов данной серии: якобы если уронить пистолет на твёрдую поверхность, то он может расколоться или потрескаться. Ложность этого мифа легко опровергается: достаточно взглянуть на условия для прохождения конкурса, сформулированные австрийской армией, для нового пистолета. Среди прочих там есть пункт — без последствий для боеспособности и самопроизвольных выстрелов выдерживать падение на металлическую плиту с высоты 2 м. Если бы пистолет не соответствовал этому требованию, он не стал бы победителем конкурса.[источник не указан 870 дней]
- В действительности трещины и деформации пластиковых компонентов могут возникать при механической нагрузке, но, как правило, при температурах ниже −40 °C или при выраженных механических воздействиях, которые бы привели к деформации и разрушению пистолетов, изготовленных из обычных материалов[4].
- Glock 17 занесён в книгу рекордов Гиннесса как пистолет, подвергавшийся самым суровым испытаниям и сохранивший после этого боеспособность. Glock 17 способен вести огонь из-под воды, в условиях сильного запыления, в грязи, в условиях любой влажности, после извлечения из жидкой грязи и песка[11].
- Теоретическая износоустойчивость Glock 17 составляет 300—350 тысяч выстрелов, однако рекорд по числу выстрелов, произведённых из данного пистолета, принадлежит американцу Чаку Тейлору, который, решив проверить правдивость технического описания, произвёл в течение 3 лет около 100 тысяч выстрелов. При этом пистолет сохранил кучность боя и боеспособность. Единственным слабым местом оказались магазины, которые приходилось менять каждые 5—10 тысяч выстрелов. До этого ни один серийный пистолет не показывал подобную боевую живучесть[11].
- Глок 17 был любимым огнестрельным оружием легенды преступного мира девяностых Александра Солоника по кличке «Саша Македонский», ответственного за множество наëмных убийств; именно из него он убил трёх миллиционеров и одного охранника во время задержания 6 октября 1994 года на рынке возле станции метро Петровско-Разумовская.

## Страны-эксплуатанты

### Эксплуатация в вооружённых силах
- Австрия: с 1983 года на вооружении австрийских войск под названием Pistole 80.
- Аргентина: в 2021 году для подразделений специального назначения сухопутных войск Аргентины закуплены Glock 17 Gen 5.[15]
- Великобритания: Glock 17 Gen 4 принят на вооружение британских войск в 2013 году под названием L131A1, позже также были заказаны охолощенные пистолеты Glock 17T (L132A1). Всего получено более 25 тысяч штук.
- Венесуэла: Glock 17 выдаются офицерам сухопутных войск, закуплены в 1990-х годах.
- Германия: Glock 17 состоял на вооружении Бундесмарине (в том числе отряда KSM) под названием P9, был заменён на Glock 17 Gen 3 (P9M) и Glock 17 Gen 4 (P9A1)[16].
- Индия: Glock 17 Gen 3 состоит на вооружении подразделений специального назначения всех родов войск ВС Индии.[17]
- Индонезия: Glock 17 и Glock 17L состоит на вооружении отрядов специального назначения KOPASSUS и личного состава ВВС.
- Исландия: Glock 17 используются отрядом быстрого реагирования[18] с 1990-х годов.
- Испания: в 2020 году для отряда специального назначения ВМС Испании FGNE закуплены Glock 17 Gen 5.
- Колумбия: 31 июля 2024 года 705 пистолетов Glock 17 закуплены для вооружённых сил Колумбии[19].
- Монако: Glock 17 состоит на вооружении Роты карабинеров[20].
- Новая Зеландия: Glock 17 Gen 4 на вооружении всех видов сил новозеландских войск с 2016 года, выдаётся как оружие самообороны[21][22].
- Норвегия: Glock 17 на вооружении норвежских войск под названием P80, происходит замена на Glock 17 Gen 4 (P-80NM)[23].
- Россия: Glock 17 Gen 4 используется ССО МО РФ.[24]
- Румыния: Glock 17 и Glock 17L используются подразделениями специального назначения.
- Таиланд: в 2017 году Glock 17 принят на вооружение армии.
- Турция: Glock 17 используется командованием сил специального назначения.
- Уругвай: в 2015 году для сухопутных войск закуплено 1500 Glock 17.
- Филиппины: в 2017 году Glock 17 Gen 4 выбран стандартным пистолетом армии Филиппин, принят на вооружение как Pistol, 9mm, Striker-Fired[25]. Суммарно для всех родов войск закуплено 74 861 штука.
- Финляндия: в 2008 году Glock 17 выбран стандартным пистолетом ВС Финляндии, принят на вооружение как 9.00 Pist 2008.[26]
- Франция: в 2019 году Glock 17FR Gen 5 приняты на вооружение сухопутных войск, ВКС и ВМС Франции под обозначением 9mm PSA (Pistolet Semi-Automatique). Всего закуплено 74 596 пистолетов и 2495 комплектов модификации к ним, получены между 2019 и 2022 годами.
- Чехия: Glock 17L состоит на вооружении спецподразделений армии и частей парашютистов, задействуемых в международных миссиях[27].
- Швейцария: Glock 17 Gen 4 состоит на вооружении армии Швейцарии с 2011 года как основной пистолет, имеет обозначение 9mm Pistole 12/15 Standard[28][29].
- Швеция: на вооружении шведских войск под названием Pist 88[30].

### Эксплуатация вполициииправоохранительных органах
- Австралия: стандартный пистолет Австралийской федеральной полиции.
- Австрия: служебное оружие федеральной полиции Австрии и отряда специального назначения службы исполнения наказаний.
- Бангладеш: в 2008 году закуплены Glock 17 американского производства для отряда SWAT столичной полиции.
- Бразилия: Glock 17 и Glock 17MOS используются полициями штатов и федеральными дорожными патрулями.
- Ватикан: стандартное служебное оружие корпуса жандармерии.
- Великобритания: с 2003 года Glock 17 выдаётся как служебное оружие в полиции Шотландии и подразделении M019 Службы столичной полиции.
- Германия: состоит на вооружении спецподразделений GSG 9[31][32] и PSA BPOL[англ.] федеральной полиции Германии[33], спецподразделениями полиции SEK[англ.] в федеральных землях и спецподразделением ZUZ[англ.] Федеральной таможенной службы[англ.].
- Россия: 
  - Отряды «Гром» и СОБР Росгвардии располагают Glock 17 и Glock 17L.
  - ЦСН ФСБ
  - Отдел «Сатурн» ФСИН[34]
  - 31 января 2009 года Glock 17 внесён в список оружия, разрешённого в России следователям и работникам прокуратуры и МВД для использования в качестве оружия самообороны[35].
- Сербия: Glock 17 используются Жандармерией МВД Сербии.
- Словакия: в 2019 году для полиции Словакии закуплены Glock 17 Gen 4.[36]
- США: Glock 17 и Glock 17M используют разные подразделения полиции штатов[37], АТФ и ФБР[38]
- Финляндия: с 2007 года Glock 17 является стандартным пистолетом полиции и пограничной охраны Финляндии.
- Эквадор: Glock 17 выдаётся полицейским с 1998 года.

### Сняты с вооружения
- Австралия: Вспомогательные части австралийской армии, задействованные в миссии на Тиморе, получали Glock 17.[39]
- Пакистан: до 2006 года Glock 17 состояли на вооружении армейских подразделений специального назначения SSG. Заменены на SIG Sauer P229.[40]

## Использование в массовой культуре

### Кинематограф
В современной массовой культуре Glock 17 и его модификации получили широкое распространение. Такая популярность сделала этот пистолет известным даже людям, далёким от оружия, и в то же время породила массу мифов и заблуждений. В качестве примера можно привести фильм «Крепкий орешек 2», в котором главный герой в исполнении Брюса Уиллиса, уничтожив одного из отрицательных персонажей одного из злодеев, после боя в аэропорту говорит: «Понимаешь, у этого придурка был „Глок 7“. Немецкий фарфоровый пистолет, который не ловится металлодетекторами и стоит больше твоего месячного оклада». Сценарист и автор диалогов, по всей видимости, очень сильно постарались, поскольку в одной этой фразе они смогли сделать целых пять ошибок. Во-первых, пистолеты Glock начинаются с 17-й модели, и Glock с обозначением 7 не существует. Во-вторых, пистолет не немецкий, а австрийский. В-третьих, в его конструкцию не входит фарфор. В-четвёртых, пистолет прекрасно виден на металлодетекторе. И в-пятых, пистолеты фирмы Glock относительно дёшевы.

### Компьютерные игры
Благодаря своей популярности Glock 17 получил широкое распространение в компьютерных играх, отображающих современную действительность или мифы, основанные на ней. Наиболее часто пистолет данного типа встречается в шутерах и тактических симуляторах, таких как Half-Life, Counter-Strike или серии игр Call of Duty (в том числе подсерии Modern Warfare). Также присутствует в следующих играх:
- Resident Evil 7: Biohazard
- Resident Evil 3: Remake
- Escape from Tarkov
- «Калибр» (в качестве дополнительного оружия оперативников коллекции «Альфа»)
- Last Day on Earth
- Manhunt

27 октября 2022 года был представлен в игре RUST как пистолет «PROTOTYPE 17».